# El viento de todas partes
El viento de todas partes es un documental de 2004 dirigido por Nora de Izcue.
La película narra cómo en el año 2000, durante los últimos años del gobierno de Alberto Fujimori, la oposición política pudo unificarse en un frente antifujimorista y una parte del pueblo peruano tomó conciencia para impulsar la caída del régimen fujimorista. En el documental, la directora incluye entrevistas a sociólogos, artistas plásticos y directores de medios de comunicación que participaron en la marcha de los Cuatro Suyos y material de archivo periodístico, como escenas tomadas de La revista dominical o de Canal N.
La producción estuvo a cargo de Naella Producciones S.A.C, mientras que el guion fue escrito por Nora de Izcue en colaboración con Hugo Neira. La distribución estuvo a cargo por Frecuencia Latina International.
Durante el inicio de la pandemia de COVID-19 en Perú, El viento en todas partes fue una de las películas que la directora liberó de su catálogo para poder ser difundida.